# Talita Ferreira
Talita de Cássia Ferreira est une ancienne joueuse brésilienne de volley-ball née le 3 avril 1985. Elle mesure 1,82 m et jouait au poste d'attaquante. 

## Clubs
| Club                         | De        | À         |
| ---------------------------- | --------- | --------- |
| Circulo Militar de Sao Paulo | 2002-2003 | 2002-2003 |
| EC Pinheiros                 | 2003-2004 | 2003-2004 |
| Ribeirão Preto               | 2004-2005 | 2004-2005 |
| Vôlei Futuro                 | 2005-2006 | 2005-2006 |
| Brunelli Volley Nocera Umbra | 2007-2008 | 2007-2008 |
| Sport Clube Recife           | 2008-2009 | 2008-2009 |
| AFPS Bernardo                | 2009-2010 | 2010-2011 |
| Macaé Sports                 | 2011-2012 | 2011-2012 |
| Volley Köniz                 | 2012-2013 | 2012-2013 |
| Grêmio de Vôlei Osasco       | 2013-2014 | 2013-2014 |
| Maranhão Vôlei               | 2014-2015 | 2014-2015 |
| Hapoël Kfar Saba             | 2015-2016 | 2015-2016 |

## Palmarès
- Coupe du Brésil
  - Vainqueur : 2014.
- Championnat sud-américain des clubs
  - Finaliste : 2014.
- Championnat du monde des clubs
  - Finaliste : 2014.